# هرولد آزبورن
هرولد آزبورن (انگلیسی: Harold S. Osborne; ۱ اوت ۱۸۸۷ – ۲۹ دسامبر ۱۹۸۵) دانشمند اهل ایالات متحده بود.
وی همچنین برندهٔ جوایزی همچون مدال ادیسون انجمن مهندسان برق و الکترونیک شده است.